# Luc Chessex
Pour les articles homonymes, voir Chessex.
Luc Chessex est un photographe suisse, né le 10 août 1936 à Lausanne. Il travaille pendant quatorze ans à Cuba, juste après la révolution cubaine.

## Biographie

### Origines et famille
Luc Chessex naît le 10 août 1936 à Lausanne, dans le canton de Vaud, à la clinique de Montchoisi. Il est originaire de Montreux, dans le même canton. 
Il a deux frères aînés. Leur père, Charles, est dentiste ; leur mère, d'origine huguenote, est née Béatrice Manuel,. L'écrivain Jacques Chessex est un cousin éloigné,.

### Enfance, études et débuts
Il grandit dans le quartier lausannois de Montchoisi, au chemin de Montolivet, dans un appartement situé au rez-de-chaussée avec accès à un étang,. Après l'école primaire à Florimont, il étudie au collège scientifique de Lausanne, alors dirigé par Pierre Chessex, dans la même classe que le futur conseiller fédéral Jean-Pascal Delamuraz.
Il étudie la photographie à l'École d'arts appliqués de Vevey de 1956 à 1958, puis travaille jusqu'en 1960 à Lausanne comme photographe indépendant, commençant par faire des photographies publicitaires pour l'usine Kodak de Renens. Il se lie à cette époque avec le futur écrivain et historien Michel Thévoz et le futur journaliste Michel Contat. C'est ce dernier qui lui fait lire des articles de Sartre sur Cuba, écrits qui le décident à s'y installer.

### Long séjour à Cuba
Il vit à Cuba, plus précisément à La Havane, à partir de 1961 (il débarque sur l'île le 13 juin 1961). Au bout d'un an, il travaille pour le Ministère cubain de la culture, comme responsable du département photographique — rencontrant à ce titre le ministre de l'industrie Che Guevara —, pour la revue Cuba Internacional et comme enseignant aux Beaux-Arts jusqu'en 1968. Il est ensuite photo-reporter en Amérique latine pour l'agence de presse cubaine Prensa Latina de 1971 à 1975, date à laquelle il est expulsé de Cuba,,,.

### Reportages et enseignement
Il travaille par la suite à nouveau comme photographe indépendant à Lausanne, réalisant notamment des reportages en Afrique pour le Comité international de la Croix-Rouge de 1978 à 1980,. Il enseigne par ailleurs la photographie à partir de 1981, notamment à l'Université de Genève.

### Politique
Il est candidat en 2006 au Conseil communal de Lausanne sous les couleurs du Parti ouvrier populaire.

## Distinctions
- 1993 : Grand prix de photographie de la Fondation vaudoise pour la culture[13]
- 2015 : Grand prix suisse de design[14]

## Expositions
- 1977 : Quand il n'y a plus d'Eldorado, Musée des arts décoratifs, Lausanne[6]
- 1987 : Swiss Life, Musée des arts décoratifs, Lausanne[15],[16]
- 1995 : For Hiroshima, Galerie Focale, Nyon[17],[18]
- 1996 : Être comme les autres (reportage sur une association burkinabé d'aide aux handicapés), Forum de l'hôtel de ville de Lausanne[19]
- 1999 : Around the World, Musée des arts décoratifs, Lausanne[20]
- 2013 : Regarder Cuba dans les années 60, Centre culturel Pablo de la Torriente Brau, La Havane[21]
- 2014 : Luc Chessex à Cuba, Musée de l'Élysée, Lausanne[22]
- 2016 : Le temps qui reste: portraits de vies en soins palliatifs, Musée de la main, Lausanne[23]

## Publications
- Luc Chessex, Essai photographique sur la Suisse, Zurich, Hans-Rudolf Lutz (de), 1972, 37 p.[24]

- Luc Chessex, Quand il n'y a plus d'Eldorado : 157 photographies d'Amérique latine, Zurich, Hans-Rudolf Lutz (de), 1982, 121 p.[25],[26]

- Luc Chessex (préf. Charles-Henri Favrod), Swiss Life, Lausanne, Payot, 1987, 97 p. (ISBN 2601030321)[27]

- Jacques Chessex (photogr. Luc Chessex), Mort d'un cimetière, Lausanne, 24 heures, 1989, 30 p. (ISBN 2826510703)
- Luc Chessex, Around the World, Zurich, Hans-Rudolf Lutz (de), 2008, 184 p. (ISBN 9783716515457)[28],[20]
- Luc Chessex et Claude Muret, De toutes les couleurs, Lausanne, Éditions Favre, 2011, 140 p. (ISBN 9782828912352)[29],[30]
- Luc Chessex, Coca-Che, Mexico et Barcelone, Editorial RM et RM Verlag, 2016, 92 p. (ISBN 9788416282388)[31]

## Vidéographie
- [vidéo][Film documentaire] « Luc Chessex. Un portrait », 2023, 33 min, Musée de l'Élysée (consulté le 31 août 2024)
- [vidéo][DVD] « Mille trois cent vingt-cinq fois trente-six, la Havane de Luc Chessex », Francis Mobio, septembre 2013, 51 min (consulté le 31 août 2024)[32]
- [vidéo][DVD] « Luc Chessex », 25 mai 2005, 51 min, Plans Fixes (consulté le 31 août 2024)
- (de) [vidéo][Production de télévision] « Luc Chessex », Lionel Baier, 11 décembre 2004, 12 min, Schweizer Radio und Fernsehen (consulté le 30 août 2024)

## Fonds d'archives
Il lègue ses archives au Musée de l'Élysée en 2024.